# U-20-Fußball-Weltmeisterschaft der Frauen 2010/Vereinigte Staaten

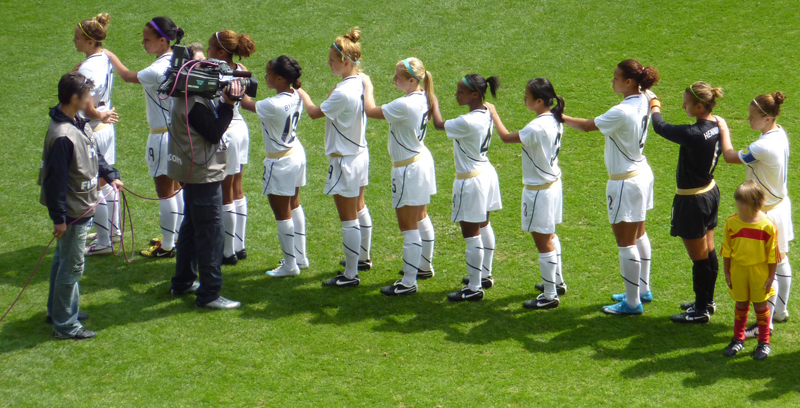
Das amerikanische Team vor dem Viertelfinale gegen Nigeria in der Augsburger Impuls Arena.

Dieser Artikel behandelt die US-amerikanische U-20 Fußballnationalmannschaft der Frauen bei der U-20-Fußball-Weltmeisterschaft der Frauen 2010.

## Qualifikation
Die Mannschaft der USA war für die Endrunde der U-20-Nordamerikameisterschaft gesetzt. Die Amerikanerinnen gewannen alle Spiele und wurden Nordamerikameister.
| Vorrunde           | Vorrunde | Vorrunde            | Vorrunde  |
| ------------------ | -------- | ------------------- | --------- |
| Vereinigte Staaten | –        | Jamaika             | 6:0 (3:0) |
| Vereinigte Staaten | –        | Trinidad und Tobago | 4:0 (4:0) |
| Vereinigte Staaten | –        | Mexiko              | 2:1 (1:0) |
| Halbfinale         |          |                     |           |
| Vereinigte Staaten | –        | Costa Rica          | 2:1 (0:0) |
| Finale             |          |                     |           |
| Vereinigte Staaten | –        | Mexiko              | 1:0 (0:0) |

## Aufgebot

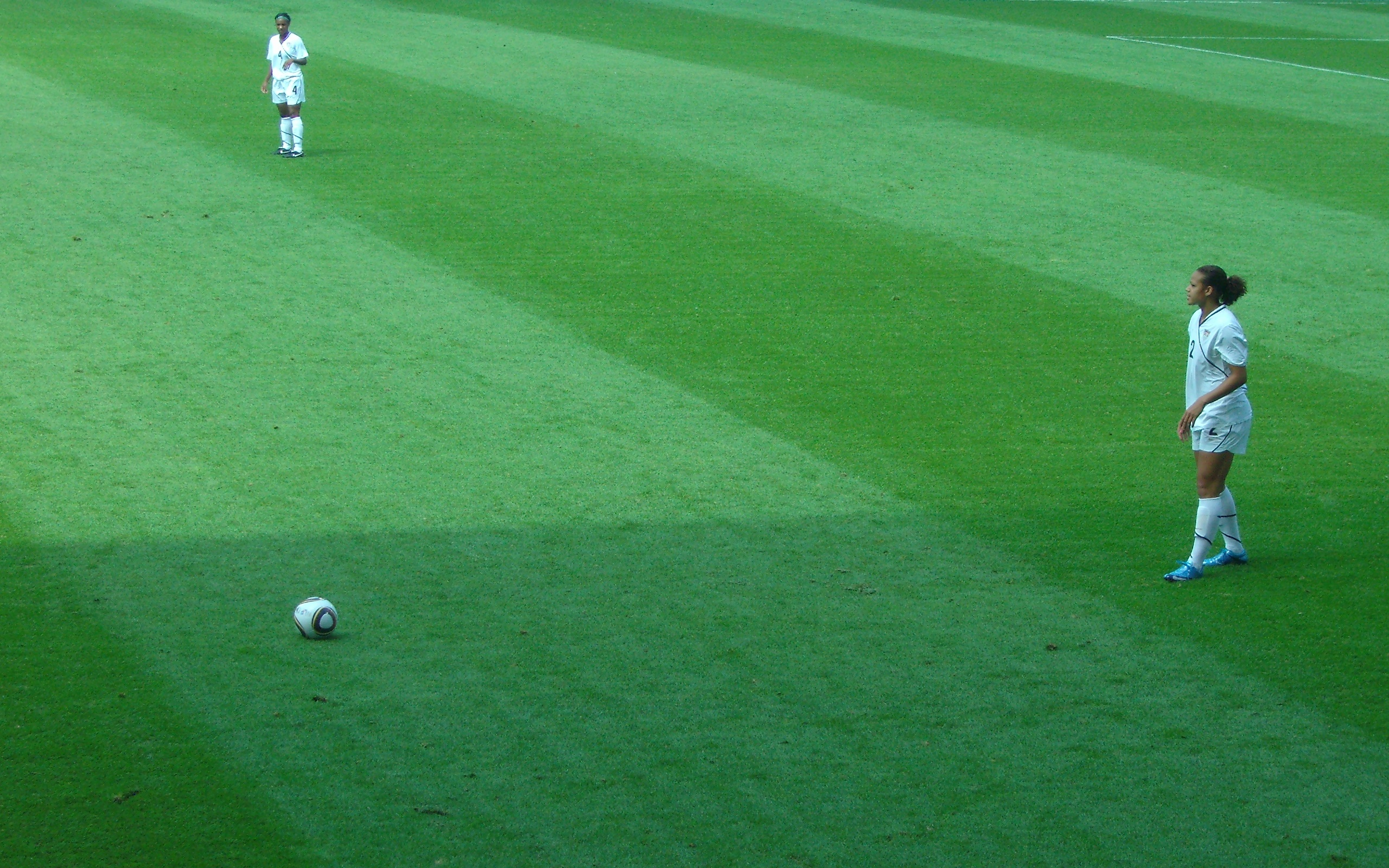
Toni Pressley (2) beim Freistoß im Viertelfinale gegen Nigeria, im Hintergrund Crystal Dunn (4)

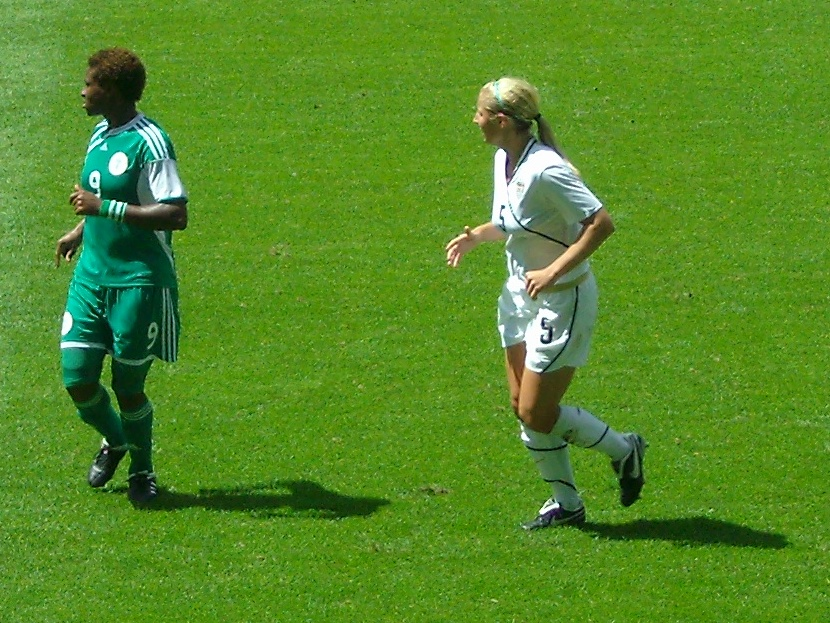
Kendall Johnson (5) mit der nigerianischen Stürmerin Desire Oparanozie

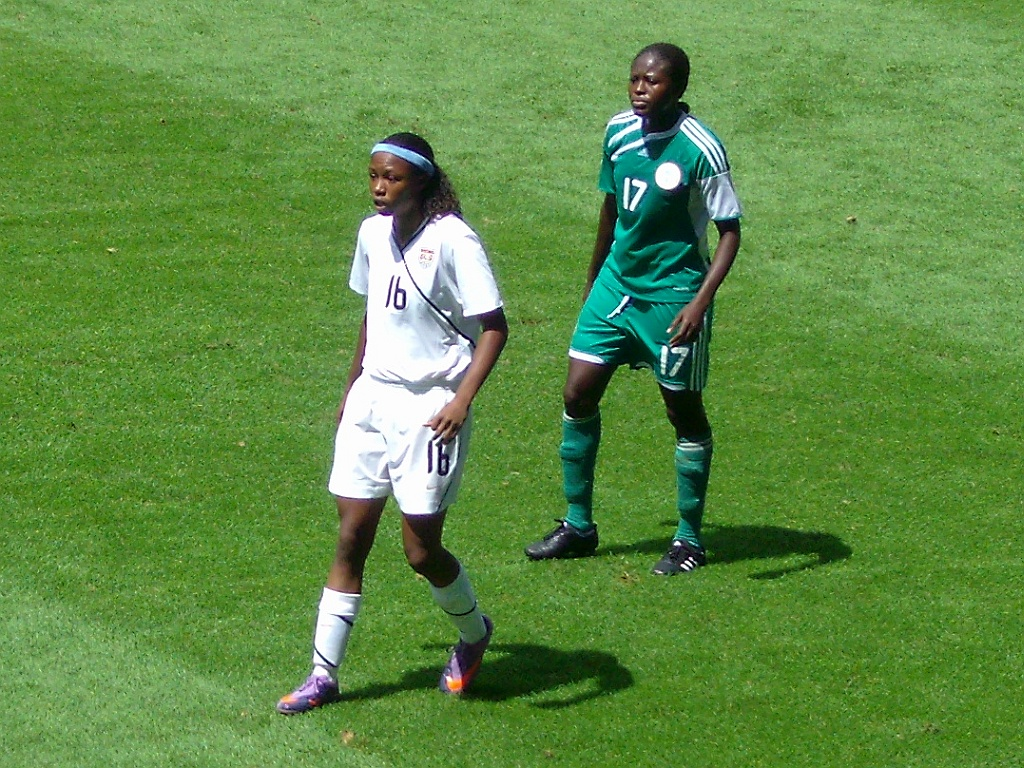
Maya Hayes (16) mit der nigerianischen Abwehrspielerin Helen Ukaonu

| Nr.        | Spieler          | Verein                       | Geburtsdatum  | Spiele   | Tore     | Gelbe Karten | Gelb-Rote Karten | Rote Karten |          |          |
| Torhüter   | Torhüter         | Torhüter                     | Torhüter      | Torhüter | Torhüter | Torhüter     | Torhüter         | Torhüter    | Torhüter | Torhüter |
| ---------- | ---------------- | ---------------------------- | ------------- | -------- | -------- | ------------ | ---------------- | ----------- | -------- | -------- |
| 1          | Bianca Henninger | Santa Clara University       | 22. Okt. 1990 | 2        | 0        | 0            | 0                | 0           |          |          |
| 18         | Adrianna Franch  | Oklahoma State University    | 12. Nov. 1990 | 0        | 0        | 0            | 0                | 0           |          |          |
| 21         | Bryane Heaberlin | Clearwater Chargers          | 2. Nov. 1993  | 0        | 0        | 0            | 0                | 0           |          |          |
| Abwehr     |                  |                              |               |          |          |              |                  |             |          |          |
| 2          | Toni Pressley    | Florida State University     | 19. Feb. 1990 | 2        | 0        | 0            | 0                | 0           |          |          |
| 3          | Rachel Quon      | Stanford University          | 21. Mai 1991  | 2        | 0        | 0            | 0                | 0           |          |          |
| 4          | Crystal Dunn     | University of North Carolina | 3. Juli 1992  | 2        | 0        | 0            | 0                | 0           |          |          |
| 5          | Kendall Johnson  | University of Portland       | 24. Apr. 1991 | 2        | 0        | 0            | 0                | 0           |          |          |
| 13         | Mollie Pathman   | Duke University              | 1. Juli 1992  | 1        | 0        | 0            | 0                | 0           |          |          |
| 14         | Meg Morris       | University of North Carolina | 11. Mai 1992  | 1        | 0        | 1            | 0                | 0           |          |          |
| Mittelfeld |                  |                              |               |          |          |              |                  |             |          |          |
| 8          | Samantha Mewis   | Scorpions SC                 | 9. Okt. 1992  | 1        | 0        | 0            | 0                | 0           |          |          |
| 9          | Kristie Mewis    | Boston College               | 25. Feb. 1991 | 2        | 1        | 0            | 0                | 0           |          |          |
| 10         | Teresa Noyola    | Stanford University          | 15. Apr. 1990 | 1        | 0        | 0            | 0                | 0           |          |          |
| 11         | Christine Nairn  | Penn State University        | 25. Sep. 1990 | 2        | 0        | 0            | 0                | 0           |          |          |
| 12         | Zakiya Bywaters  | UCLA Bruins                  | 24. Juli 1991 | 2        | 1        | 0            | 0                | 0           |          |          |
| 15         | Jenna Richmond   | UCLA Bruins                  | 18. Dez. 1991 | 0        | 0        | 0            | 0                | 0           |          |          |
| 17         | Casey Short      | Florida State University     | 23. Aug. 1990 | 0        | 0        | 0            | 0                | 0           |          |          |
| 20         | Amber Brooks     | University of North Carolina | 23. Jan. 1991 | 2        | 0        | 0            | 0                | 0           |          |          |
| Angriff    |                  |                              |               |          |          |              |                  |             |          |          |
| 6          | Vicki DiMartino  | Boston College               | 4. Sep. 1991  | 1        | 0        | 0            | 0                | 0           |          |          |
| 7          | Courtney Verloo  | Stanford University          | 9. Mai 1991   | 1        | 0        | 0            | 0                | 0           |          |          |
| 16         | Maya Hayes       | Penn State University        | 26. März 1992 | 2        | 0        | 0            | 0                | 0           |          |          |
| 19         | Sydney Leroux    | UCLA Bruins                  | 7. Mai 1990   | 2        | 4        | 0            | 0                | 0           |          |          |

## Vorrunde
In der Vorrunde der Weltmeisterschaft 2010 in Deutschland traf die US-amerikanische U-20 Fußballnationalmannschaft der Frauen in der Gruppe D auf Ghana, Schweiz und Südkorea. Nach einem Unentschieden gegen Ghana zum Auftakt konnten die Weltmeisterinnen der U-20-WM in Chile 2008 sich mit zwei Siegen souverän für das Viertelfinale qualifizieren.
| Pl. | Land     | Sp. | S | U | N | Tore    | Diff. | Punkte |
| --- | -------- | --- | - | - | - | ------- | ----- | ------ |
| 1.  | USA      | 3   | 2 | 1 | 0 | 007:100 | +6    | 07     |
| 2.  | Südkorea | 3   | 2 | 0 | 1 | 008:300 | +5    | 06     |
| 3.  | Ghana    | 3   | 1 | 1 | 1 | 005:500 | ±0    | 04     |
| 4.  | Schweiz  | 3   | 0 | 0 | 3 | 000:110 | −11   | 0      |

- Mittwoch, 14. Juli 2010, 18:00 Uhr in Dresden

 USA –  Ghana 1:1 (0:1)
- Samstag, 17. Juli 2010, 18:00 Uhr in Dresden

 USA –  Schweiz 5:0 (3:0)
- Mittwoch, 21. Juli 2010, 18:00 Uhr in Bielefeld

 Südkorea –  USA 0:1 (0:1)

## Endrunde

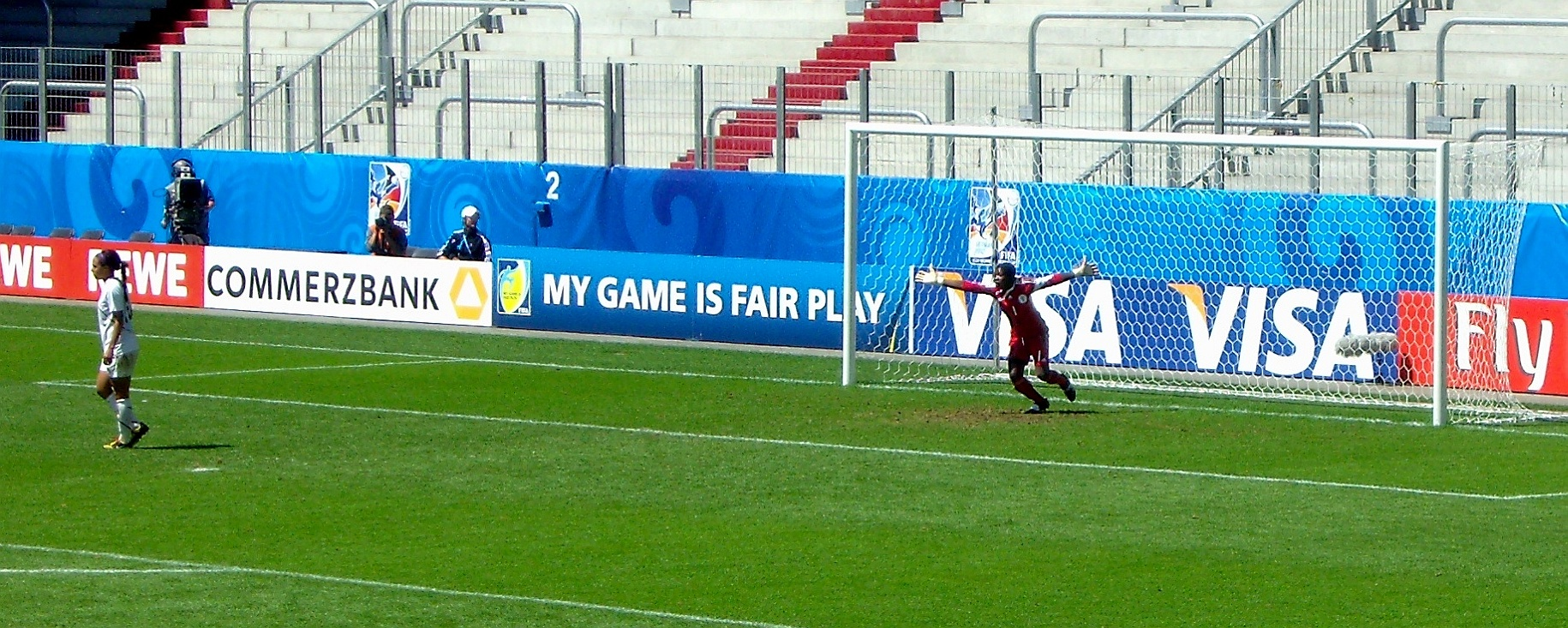
Star-Stürmerin Sydney Leroux (19) besiegelte das Ausscheiden ihres Teams im Elfmeterschießen

Als Gruppen-Sieger der Gruppe D trafen die USA im Viertelfinale auf den Gruppenzweiten der Gruppe C, Nigeria. Nach einem 1:1 nach Verlängerung scheiterte das Team um Sydney Leroux, die Torschützenkönigin und Beste Spielerin von 2008, im Elfmeterschießen an der nigerianischen Auswahl, da die nigerianische Torfrau Abala Jonathan den Schuss von Kapitänin Christine Nairn hielt und Sydney Leroux schließlich über das Tor schoss.
- Sonntag, 25. Juli 2010, 11:30 Uhr in Augsburg

 USA –  Nigeria 1:1 n. V. (1:1, 1:0), 2:4 i. E.